# ノーリーズンファーム
ノーリーズンファームは、東京都港区にある芸能事務所兼芸能育成スクール。
芸能事務所ノーリーズンが経営している。
ノーリーズン所属タレントは森口博子・新沼謙治・五月みどり・千昌夫・松原のぶえ他、多数。

## 概要
2019年7月開設。ノーリーズンの演歌歌手、俳優、女優、モデル、タレント、アイドル、お笑い、声優などの幅広いジャンルの人材を育成しマネジメントする芸能育成スクールである。
新人開発としてノーリーズンファームはプロデューサーとして神品信市が就き現場の指揮をとり、理事長はノーリーズンの代表の前村悟が就く。現在は俳優、声優、お笑い、ものまね、モデルなど、男女年齢問わず幅広く様々なジャンルのタレントの発掘に力を注いでいる。

## ノーリーズンの所属タレント
- 森口博子
- 新沼謙治
- 五月みどり
- 千昌夫
- 松原のぶえ
- 松本典子
- 早瀬ひとみ
- 瀬川瑛子
- 祭小春
- 伊達悠太
- 松井まさみち
- 佐藤健太
- 永田杏子
- 実紀
- 鷲巣あやの
- 大園千紘
- 山岡詩奈
- ジャガーズ
- ライオンヘッド
- らりるRIE
- ぶっちょうづらぶた丸
- 十天童子ドキ彦
- ロマンの赤松
- バイバイ
- キープランニング
- 浜中雄平商店
- たぬたぬきち
- いでけんじ
- しゃこ
- ドドド小林
- 焙煎まめ
- モコちゃん
- 森林子
- ジミー・アレックス

## 所在地
〒105-0021 東京都港区東新橋2-18-2 グラディート汐留2F